# アヴィ・アヴィタル
アヴィ・アヴィタル（ヘブライ文字:אבי אביטל, ラテン文字:Avi Avital、1978年 - ）は、イスラエルのマンドリン奏者。
ベエルシェバ出身。8歳の時よりマンドリンを始め、地元のマンドリンオーケストラで演奏した。エルサレム音楽アカデミーで学んだ後、イタリアのパドヴァにあるポリーニ音楽院に留学し、ウーゴ・オルランディに師事した。演奏に加え編曲も行い、レパートリーはヴァイオリン曲、民謡、バロック音楽など多岐にわたる。
ソリストとしてベルリン・フィルハーモニー管弦楽団やイスラエル・フィルハーモニー管弦楽団など多くのオーケストラや室内オーケストラと共演している。カーネギー・ホールやリンカーン・センターで演奏したほか、タングルウッド、ルツェルン、スポレートの各音楽祭に出演した。2010年にはアヴネル・ドルマン作曲の『マンドリン協奏曲』でグラミー賞ベストインストゥルメンタルパフォーマンス部門にノミネートされた。
現在はドイツ・グラモフォンと契約しており、2012年にヨハン・ゼバスティアン・バッハの協奏曲とソナタを録音した。